# Великий ратний острів

Великий ратний острів (серб. Велико ратно острво) — річковий острів в Белграді, Сербія, при злитті річок Сава та Дунай. Належить общині Земун.
Великий ратний острів має приблизно трикутну форму, займає площу 2,11 км². Рельєф рівнинний, значною мірою болотистий, часто затоплений річкою.
Рослинність острова є типово болотяною, включає очерет та ситник, проте є й дерева - тополя, ясен, бузина, глід і навіть деякі рідкісні хвойні породи.
Острів отримав свою назву через неодноразове використання у військових цілях. Під час турецької облоги 1521 року турки розмістили на острові свою артилерію для обстрілу фортечних мурів. 1806 року повстанці Карагеоргія саме звідси почали атаку на місто. 1915 року австро-угорські війська використовували острів як плацдарм для штурму міста.